# エルガー生誕地博物館

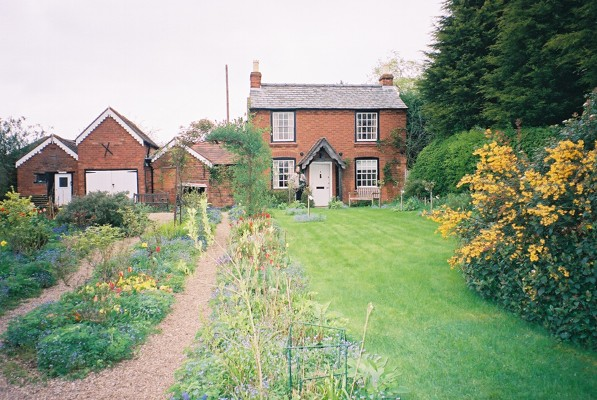
エルガー生誕地博物館

エルガー生誕地博物館（Elgar Birthplace Museum）は、イングランドのウスターシャー、ブロードヒースにある、エドワード・エルガーを記念する博物館。エルガーは1857年6月2日にこの家で生まれ、一家が2年後にウスターへと移り住むまでここで暮らした。博物館はエルガー生誕の小屋と2000年に開館したエルガーセンターから成り、センターには展示室と職務室が備えられている。
収蔵品にはエルガーの音楽に関わりのある原稿、楽譜、プログラム、その他物品、また家族の写真、彼の旅行、ゴルフやサイクリングなどの趣味に関連する物品、個人的な所有物、賞状や勲章、晩年に撮影された映像などがある。小屋は1934年にエルガーが死去した後、娘のキャリス・エルガー・ブレイクによって博物館として整備されたものである。
博物館はエルガー協会とエルガー生誕地基金から支援を受けている。基金は慈善委員会（Charity Commission）のリストに次のような活動内容で登録されている。「エルガーが誕生した生誕の小屋を収められた文書や記念品とともに保存し、それらを訪れた人々が楽しめるような、また知識の足しになるような魅力的な形で展示する。」博物館はイングランド芸術評議会の認定を得ている。

## 開館時間、イベント
エルガー生誕地博物館は冬期休業期間を除き、毎日開館している。年間を通じてイベント、コンサート、教育公演、工芸活動、美術展覧会、家族イベントを開催している。